# Kostel svatého Jiljí (Švihov)
Hřbitovní kostel svatého Jiljí ve Švihově vznikl kolem roku 1220 v románském slohu. Úpravy v gotickém slohu proběhly kolem roku 1360. Jeho současný vzhled pochází z období barokních úprav v 16.–18. století. Je nejstarší stavbou ve Švihově.
Kostel se nachází na vyvýšenině nad řekou Úhlavou na východním konci obce Švihov, 9 km severně od Klatov. Ves Švihov se v písemných pramenech poprvé zmiňuje v roce 1245, kdy byla v držení Držkraje, syna Budivoje ze Švihova. Kořeny rodu Držkrajů sahají k roku 1194.

## Stavební vývoj
Dnes hřbitovní kostel byl původně součástí prvního panského (zemanského) sídla ve Švihově, doloženého již ve 12. století. Byl vystavěn na výběžku nad řekou Úhlavou uprostřed hřbitova. Je to tribunový kostel se zachovanými románskými prvky. Tribuna sloužila majiteli tvrze a jeho rodině, přízemí pak ostatnímu lidu. Ve druhé polovině 13. století byl kostel rozšířen o jižní obdélníkovou loď, v polovině 14. století byla původní apsida nahrazena obdélníkovým kněžištěm s hrotitými okny. Ve 14. století byl kostel uváděn jako farní. V první polovině 16. století byla přistavěna severní a na přelomu 16. a 17. století i jižní předsíň. Další úprava proběhla v 18. století a výrazně pozměnila jeho původní ráz románsko-gotické stavby. Hřbitov přiléhající ke kostelíku se nazýval vesnický, protože zde byli pohřbíváni zemřelí z okolních obcí. Lidé ze Švihova, Lhovic a Mezihoří byli pochováváni na městském hřbitově při farním kostele sv. Václava ve Švihově.
Na místě, kde vznikl kostel sv. Jiljí, se dříve nacházela tvrz. Ta byla založená počátkem 13. století a patrně v 1. polovině 14. století byla opuštěna členy rodu Švihovských. Pozůstatky opevnění této tvrze dokládá už pouze mělký žlab, nacházející se na přilehlém hřbitově. Pozůstatkem této tvrze je i kostel sv. Jiljí, jehož založení spadá do konce 12. či počátku 13. století. Ve 14. století byl přistavěn presbytář a proběhly gotické úpravy. Následovala přístavba renesanční předsíně, barokizace interiéru, vztyčení hřbitovní zdi a přístavba brány v 19. století.

## Stavební podoba
Kostel sv. Jiljí ve Švihově je dvoulodní tribunová stavba s téměř čtvercovou hlavní lodí, jižní lodí obdélného půdorysu a presbytářem, který má také obdélný půdorys. Při západní stěně hlavní lodi se tyčí hranolová věž zakončená cibulovou bání, tzv. sanktusník. Při severní straně hlavní lodi se nachází jedna předsíň čtvercového půdorysu. Při jižní straně jižní lodi je další obdélná předsíň. Dřevěná pavlačová tribuna byla v lodi kostela. Na tribunu se vcházelo portálem vloženým do západní stěny věže nebo schodištěm z přízemí. Hlavní loď je osvětlena jedním dvojdílným oknem s trojlistou kružbou v lomeném oblouku. Také presbytář je osvětlen z jižní a východní strany dvojdílnými okny s čtyřlistou a trojlistou kružbou a profilovanými pruty. Jižní boční předsíň má při východní straně malé románské okénko. Západní průčelí je naopak osvětleno gotickým oknem. Hlavní loď kostela je plochostropá, boční jižní loď spolu s oběma předsíněmi jsou zaklenuty valenými klenbami. Přízemní patro věže je sklenuto jedním pásem valené klenby. Přípojná část lodě a čtvercového presbytáře je sklenutá jedním polem křížové klenby.

## Popis
Vnější podoba kostela je gotická ze 14. století s vysokou prejzovou střechou, na níž je umístěna zvonička s cibulovou stříškou. Kostel nemá věž, z ní se dochovala pouze spodní část zdiva, která je západně orientovaná. Půdorys lodě kostela je téměř čtvercový, na západní straně přechází do empory, na východě je zakončená chórem. Gotické období dokládá pravoúhle zakončený presbytář s křížovou klenbou. K lodi na jižní straně přiléhá malá románská kaple, zasvěcená Panně Marii. Její stáří dokumentuje pouze valená klenba a malé románské okno. Hlavní oltář kostela je barokní z 18. století, ze 17. století jsou dva postranní oltáře – levý s obrazem sv. Antonína, pravý se sochou sv. Jana Nepomuckého. V kapli je umístěn renesanční oltář Panny Marie s barokními ornamenty. Uprostřed stojí dřevěná soška Madony z 15. století. Vnitřní výzdobu doplňuje metr vysoká dřevěná socha sv. Jiljí z konce 15. století.

## Obrázky

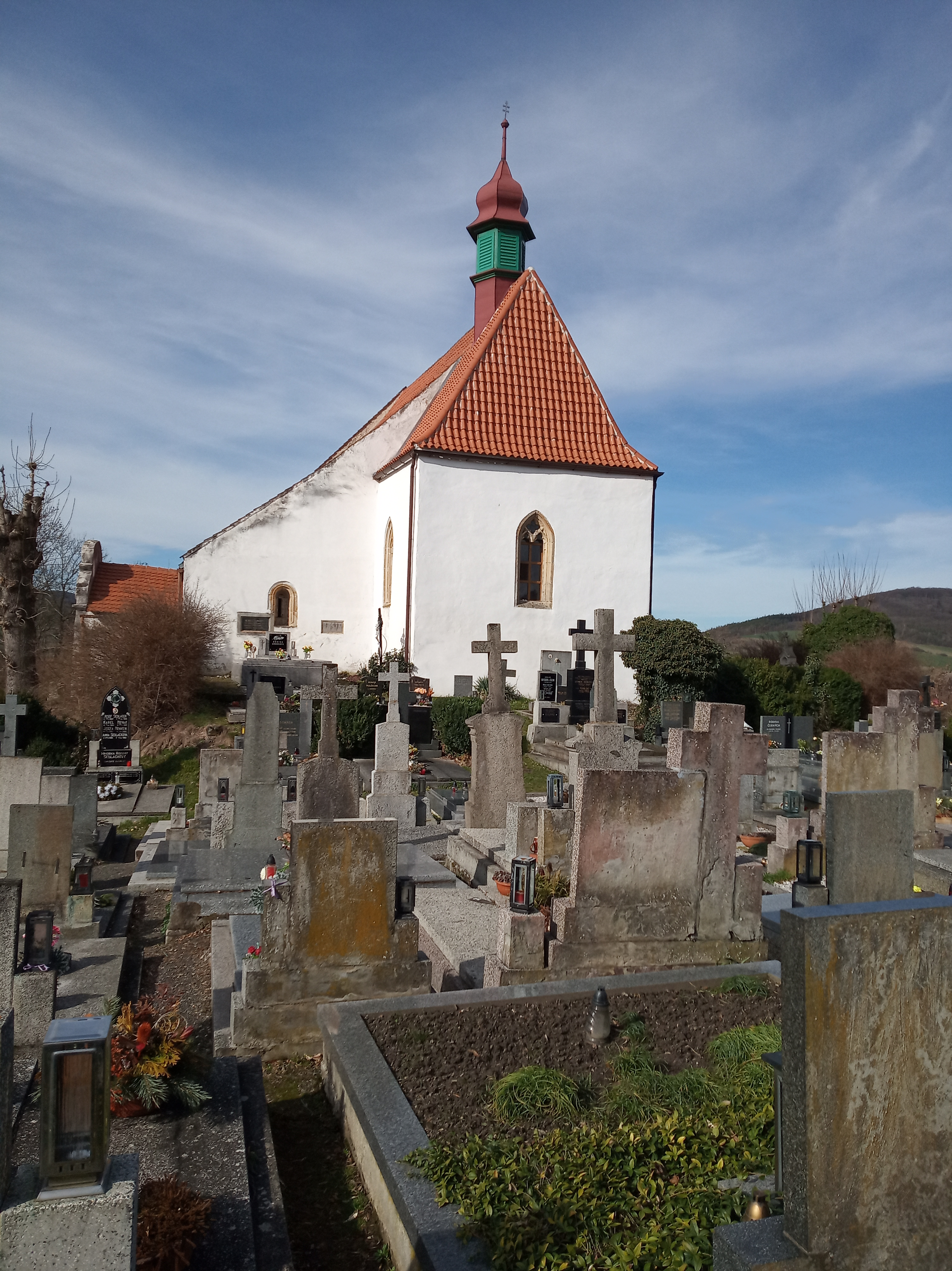
kostel sv. Jiljí a hřbitov
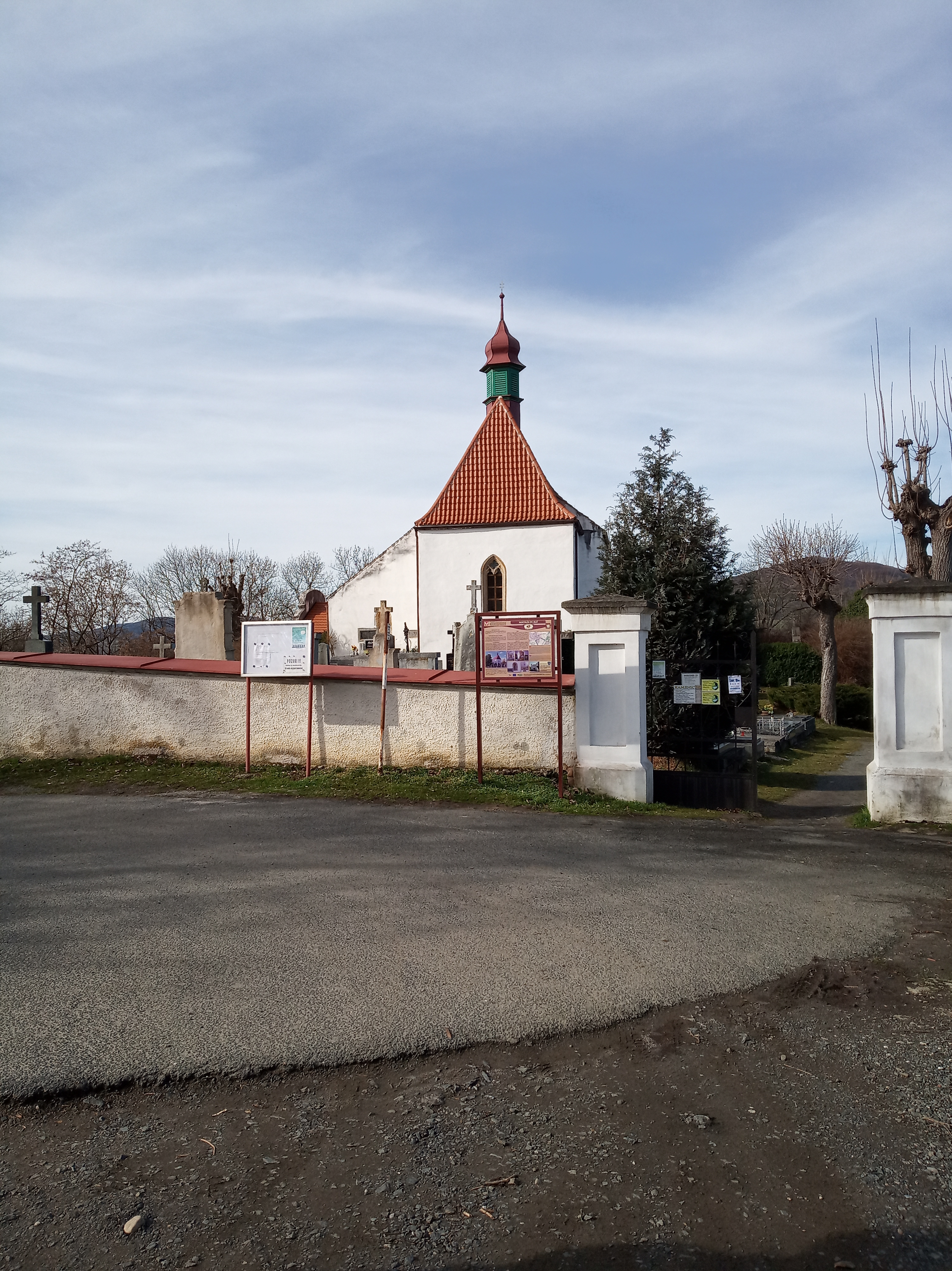
kostel sv. Jiljí-vstup na hřbitov